# Space Shower Music Awards
Space Shower Music Awards (jap. スペースシャワーミュージックアワード) – japońskie nagrody muzyczne (dawniej Space Shower Music Video Awards), przyznawana przez „Space Shower TV”.
Nagrody Space Shower Music Awards podsumowują scenę muzyczną z perspektywy Space Shower TV i doceniają artystów i twórców, którzy osiągnęli osiągnięcia w różnych treściach muzycznych.

## Nagrody
Ostatnio przyznawane nagrody:
- Artist of the Year (Artysta Roku – Nagroda przyznawana najwybitniejszemu artyście roku)
- People's Choice (Wybór Publiczność – Nagroda dla Wybitnego Artysty, przyznawana w głosowaniu publicznym)
- Video of the Year (Wideo Roku – Nagroda przyznawana za najlepszy teledysk roku)
- Album of the Year (Album Roku – Nagroda przyznawana najlepszemu albumowi roku)
- Song of the Year (Piosenka Roku – Nagroda przyznawana najlepszej piosence roku)